# Раллис, Георгиос
Гео́ргиос Иоа́ннис Ра́ллис (греч. Γεώργιος Ιωάννης Ράλλης, 26 декабря 1918, Афины, Греция — 15 марта 2006, Корфу, Греция) — греческий политический деятель, премьер-министр в 1980—1981.
Раллисы — одна из старейших политических династий в Греции, изначально они были семьёй богатых фанариотов (выходцы из константинопольского района Фанар, представители столичной интеллигенции).

## Биография
Основоположник династии Димитриос Раллис (1844—1921) был пять раз премьер-министром Греции. Его сын Иоаннис Раллис (1878—1946) был потомком и другого главы правительства — Георгиоса Теотокиса. Иоаннис Раллис занимал пост премьера в коллаборационистском правительстве Греции с 1943 по 1944 годы, после освобождения страны от нацистов был приговорен к пожизненному заключению и умер в тюрьме.
Сын Иоанниса, Георгиос Раллис, напротив, стал одним из символов новогреческой демократии. В 1947 опубликовал мемуары своего отца, где тот выражал раскаяние за своё сотрудничество с нацистами.
Изучал право в Афинском университете. После окончания университета в 1939 поступил на военную службу. После объявления греко-итальянской войны служил младшим лейтенантом в кавалерии. Сражался в горах Северного Эпира и отличался храбростью. С развалом фронта при немецком вторжении вернулся в Афины, где занялся юриспруденцией. В октябре 1944 снова поступил на военную службу во вновь сформированные бронетанковые войска. Участвовал в армейских операциях в Центральной Греции и Эпире в течение первых двух лет Гражданской войны и был окончательно демобилизован в 1948.
Впервые был избран членом парламента от консервативной Народной партии в 1950 году. Переизбирался в парламент от того же Афинского избирательного округа в 1951, 1952 и 1956 годах.
В апреле 1954 — феврале 1956 — государственный министр в правительстве маршала А. Папагоса.
В 1956—1958 — министр общественных работ и коммуникаций в правительстве К. Караманлиса. Ушёл в отставку в 1958 из-за несогласия с избирательным законом., не приняв участие в выборах того же года. Затем избирался в 1961, 1963, 1964, 1974, 1977, 1981, 1985, 1989 и 1990 годах.
В ноябре 1961 — июне 1963 — министр внутренних дел в новом правительстве К. Караманлиса. В апреле 1967 был назначен министром защиты граждан и и. о. министра социального обеспечения по совместительству. В ходе переворота в апреле 1967 из оперативного штаба жандармерии пытался мобилизовать армейский корпус против заговорщиков, но его приказы не были переданы. Вскоре «Черные полковники» поместили его под домашний арест, заключили в тюрьму и депортировали. Позже ему было разрешено вернуться на родину.
В 1973, будучи редактором журнала «Политические вопросы», активно выступал против организованного диктатурой Г. Пападопулоса референдума. После падения диктатуры, в первом правительстве национального единства, занял пост министра при президенте, в 1975—1977 — министр координации, в январе 1976 — ноябре 1977 (одновременно) — министр образования и религий (на этом посту решил вековой «языковой вопрос», введя в школах народный язык димотику вместо возвышенной кафаревусы), в 1978—1980 — министр иностранных дел. В этом качестве посетил с визитом СССР (октябрь 1978) и провел переговоры о вступлении Греции в ЕЭС.
После перехода К.Карамандиса на пост президента в мае 1980 стал лидером партии Новая демократия и премьер-министром. В его премьерство Греция вновь присоединилась к альянсу НАТО, из которого ранее вышла и ратифицировала соглашение о присоединении к ЕЭС. Уже в октябре 1981 был побеждён на выборах социалистической партией ПАСОК Андреаса Папандреу. Через два месяца покинул руководство партии и остался рядовым депутатом.
В 1987 из-за разногласий с Константиносом Мицотакисом вышел из партийной фракции и стал независимым депутатом, в июне 1989 не был переизбран в парламент. Был снова приглашён К. Мицотакисом баллотироваться от НД на внеочередных выборах в ноябре 1989 и был избран, затем переизбран на выборах в апреле 1990. 29 марта 1993 сложил полномочия члена парламента и навсегда ушел из политики, посчитав неверными политические шаги премьер-министра К. Мицотакиса и оппозиции ПАСОК, не принявших компромисс для решения македонской проблемы.
Умер 15 марта 2006 на острове Корфу, похоронен в Афинах.
Считался глубоким европеистом и демократом, что признавалось даже его политическими оппонентами. Автор 14 книг и воспоминаний. Был удостоен множества наград как в Греции, так и за рубежом (Франция, Италия, Испания, Португалия, Югославия, Таиланд и Эфиопия), боевыми медалями за действия во время греко-итальянской войны 1940-1941, а также в период гражданской войны 1947-1949 годов. Почётный доктор права университета в Салониках.